# Tomek Bartoszyński

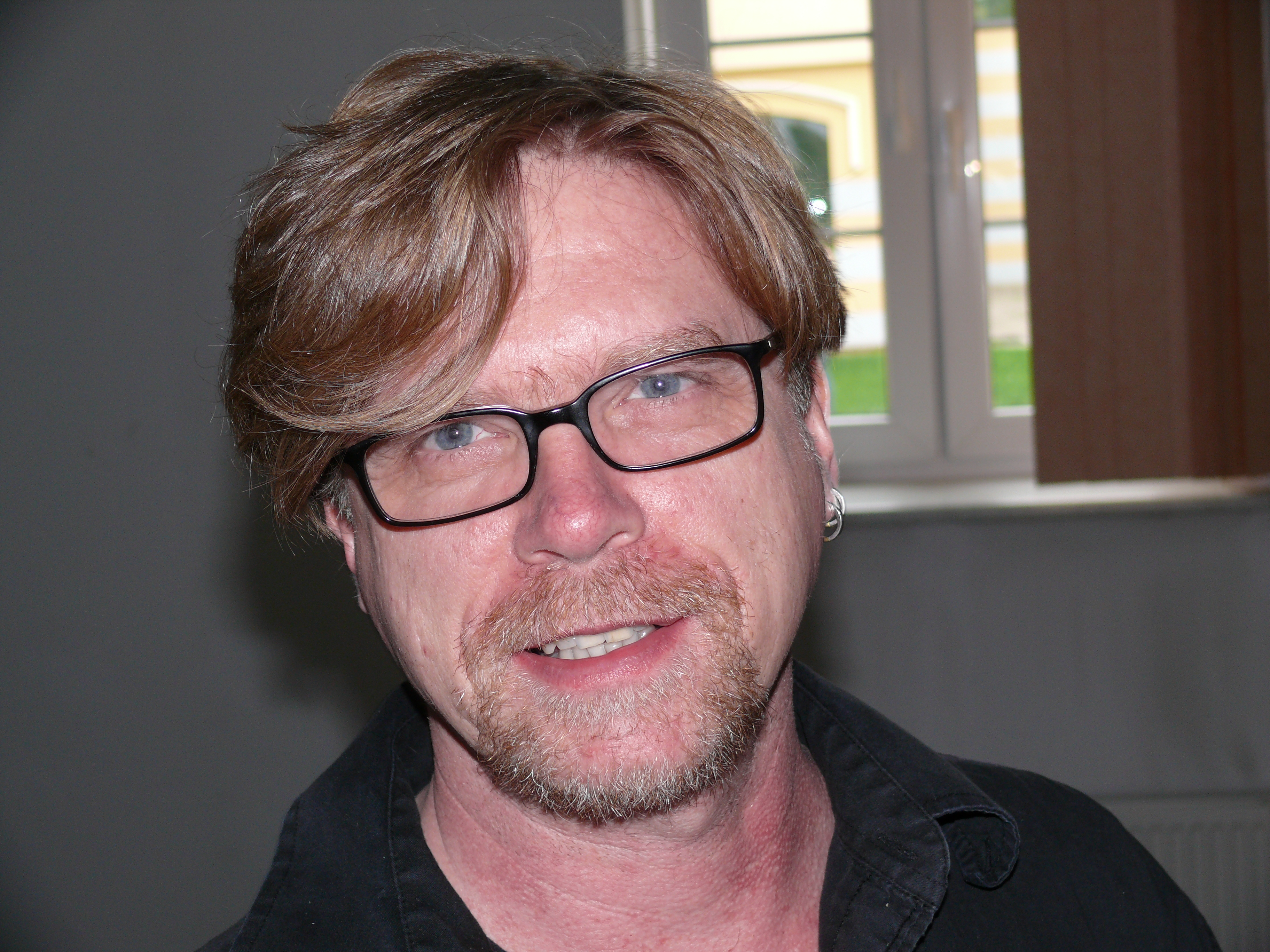
Tomek Bartoszyński (2007)

Tomek Bartoszyński (* 16. Mai 1957 in Warschau) ist ein polnischer Mathematiker mit Schwerpunkt Mengenlehre.

## Leben
Von 1976 bis 1981 studierte Bartoszyński an der Universität Warschau Mathematik und schloss mit einem Master of Science ab. Anschließend war er bis 1982 als Dozent an der Universität Warschau, Außenstelle Białystok tätig. Es folgte 1984 seine Promotion an der Universität Warschau bei Wojciech Guzicki. Anschließend war er an der Universität als Assistenzprofessor tätig, bevor er 1986 an die University of California, Berkeley wechselte. 1990 bis 2006 war er Assistenzprofessor an der Boise State University, Idaho. Zugleich nahm Tomek Bartoszyński Gastprofessuren an der Rutgers University (New Brunswick) und am College of Staten Island der City University of New York an. Im Jahr 2003 wurde er Programmdirektor bei der  National Science Foundation. 2004 habilitierte Bartoszyński am mathematischen Institut der Polnischen Akademie der Wissenschaften mit Duality between Measure and Category as exemplified by perfectly meager and strongly meager sets.
Tomek Bartoszyński ist verheiratet und hat eine Tochter.

## Werke
- Tomek Bartoszynski und Haim Judah, Set theory: On the structure of the real line, A.K. Peters Ltd., 1995
- Tomek Bartoszynski und Marion Scheepers (Hrsg.), Set theory: BEST I–III, Contemporary Mathematics, vol. 192, American Mathematical Society, 1996